# (32608) Hallas
(32608) Hallas est un astéroïde de la ceinture principale.

## Description
(32608) Hallas est un astéroïde de la ceinture principale. Il fut découvert le 24 août 2001 à l'observatoire Goodricke-Pigott par Roy A. Tucker. Il présente une orbite caractérisée par un demi-grand axe de 2,29 UA, une excentricité de 0,11 et une inclinaison de 5,1° par rapport à l'écliptique.